# Діалогічне «Я»
Діалогічне «Я»: розвиток та значення в психології та психотерапії.
В контексті психології та психотерапії поняття діалогічного «Я» вказує на складний внутрішній процес, який описує сприйняття себе як сукупності різних «голосів», «ролей» або «аспектів», які спілкуються, конфліктують та взаємодіють в межах індивідуальної свідомості. У цій статті ми розглянемо розвиток та значення діалогічного «Я» в психології та психотерапії, а також його роль у формуванні особистості та праці з психічними проблемами.

Розвиток концепції діалогічного «Я».
Поняття діалогічного «Я» вперше було розроблене російським психологом та філософом Михайлом Бахтіним у середині XX століття. Бахтін вважав, що суспільний контекст і взаємодія з іншими людьми грають важливу роль у формуванні самосвідомості та ідентичності. Він запропонував ідею того, що індивід внутрішньо переживає різні «голоси», які відображають різні соціальні ролі, впливи та переконання.

Значення діалогічного «Я» в психології та психотерапії.
Концепція діалогічного «Я» має значний вплив на розуміння особистісного розвитку та психічного здоров'я. Вона допомагає розуміти, як індивідуальні переживання, відчуття та переконання формуються в контексті соціальних взаємодій та внутрішніх діалогів.
У психотерапевтичній практиці діалогічне «Я» може бути корисним інструментом для роботи з клієнтами, особливо при розв'язанні конфліктів або внутрішніх протиріч. Шляхом розуміння та відстеження різних «голосів» або «ролей», які існують у внутрішньому діалозі клієнта, психотерапевт може допомогти їм розкрити та зрозуміти суб'єктивні переживання, що лежать в основі їхніх проблем.

Діалогічне «Я» є важливою концепцією в сучасній психології та психотерапії, яка допомагає розуміти внутрішній механізм індивідуальної свідомості та ідентичності. Розвиток цієї концепції відкриває нові можливості для розуміння та роботи з психічними проблемами, сприяючи більш глибокому та комплексному розумінню людської природи та психічного здоров'я.

Концепція діалогічного «Я» становить цікаву та важливу складову сучасної психології особистості. Вона пропонує новий погляд на індивідуальність та самосвідомість, розглядаючи особистість як результат постійного внутрішнього діалогу та взаємодії з навколишнім середовищем. У цій статті ми розглянемо сутність діалогічного «Я», його вплив на формування особистості та стратегії розвитку цього підходу.

Сутність діалогічного «Я»
Діалогічне «Я» - це концепція, яка розглядає особистість як складний внутрішній діалог між різними аспектами себе. Вона підкреслює, що особистість не є статичною чи одноманітною, але складається з різних "голосів" чи "ролей", які постійно взаємодіють між собою. Ці "голоси" можуть включати різні погляди, цінності, прагнення, стереотипи, внутрішні конфлікти та інші аспекти ідентичності.
Вплив на формування особистості

Діалогічне «Я» відображає складність та динаміку психічного життя людини. Воно впливає на формування особистості, сприяючи саморозвитку, самовдосконаленню та самоусвідомленню. Шляхом внутрішнього діалогу особистість вивчає свої уподобання, потреби, цінності, а також усвідомлює свої сильні та слабкі сторони. Цей постійний внутрішній діалог є ключовим механізмом для розвитку особистості та формування самоідентичності.

Стратегії розвитку діалогічного «Я».
Існують кілька стратегій, які можуть сприяти розвитку діалогічного «Я»:
1. Саморефлексія та самоспостереження: Важливо приділяти увагу своїм думкам, почуттям та реакціям на різні ситуації. Регулярна саморефлексія допомагає зрозуміти себе краще та розвивати внутрішній діалог.
2. Відкритий процес спілкування: Активна взаємодія з іншими людьми може стимулювати діалогічне мислення та допомагати розширити свій спектр поглядів та досвіду.
3. Творчість та самовираження: Висловлювання своїх думок та почуттів через творчість, наприклад, письмо, малювання, музику чи танець, може сприяти розвитку внутрішнього діалогу та самосвідомості.

Діалогічне «Я» представляє собою важливий підхід до розуміння та розвитку особистості. Воно підкреслює складність та динаміку психічного життя людини та вказує на важливість внутрішнього діалогу для саморозвитку та самовдосконалення. Розвиток діалогічного «Я» вимагає постійного самоспостереження, відкритого спілкування та творчості, але він може принести значні вигоди у вигляді глибшого розуміння себе та світу навколо.